# Nissum Bredning
Nissum Bredning este o arie protejată (arie de protecție specială avifaunistică — SPA) din Danemarca întinsă pe o suprafață de 13.562 ha, integral pe uscat.

## Localizare
Centrul sitului Nissum Bredning este situat la coordonatele 56°37′08″N 8°25′24″E / 56.618889°N 8.423333°E.

## Înființare
Situl Nissum Bredning a fost declarat arie de protecție specială avifaunistică în mai 1983 pentru a proteja 3 specii de animale.

## Biodiversitate
Situată în ecoregiunea atlantică, aria protejată nu include niciun habitat protejat.
La baza desemnării sitului se află mai multe specii protejate de  păsări (3): Bucephala clangula, ferestrașul mare (Mergus merganser), Mergus serrator.